# Need You Tonight
Need You Tonight ist ein Lied von INXS aus dem Jahr 1987, das von Michael Hutchence und Andrew Farriss geschrieben wurde. Es erschien auf dem Album Kick.

## Geschichte
In der offiziellen Autobiografie der Band INXS sagte Andrew Farriss, dass er das Gitarrenriff des Liedes im Kopf hatte, als er auf ein bestelltes Taxi wartete, das ihn zum Flughafen fahren sollte. Bei Ankunft bat ihn Farris ein paar Minuten zu warten, er wolle noch etwas aus dem Motel holen. Farris nahm das Lied auf Kassette auf und ließ den Taxifahrer eine Stunde warten. Michael Hutchence schrieb später den Text für das Lied. Die Veröffentlichung fand am 23. September 1987 statt.
Die Klänge des Songs erinnern an elektronische Musik. Es werden Sequenzer mit Drumcomputern und funkorientierten Gitarrenriffs kombiniert. Das von Richard Lowenstein gedrehte Musikvideo zu Need You Tonight gewann 1988 fünf MTV Video Music Awards, darunter Video of The Year.

## Kommerzieller Erfolg

### Chartplatzierungen
| ChartsChartplatzierungen       | Höchstplatzierung | Wochen |
| ------------------------------ | ----------------- | ------ |
| Deutschland (GfK)              | 16 (19 Wo.)       | 19     |
| Österreich (Ö3)                | 16 (10 Wo.)       | 10     |
| Vereinigte Staaten (Billboard) | 1 (25 Wo.)        | 25     |
| Vereinigtes Königreich (OCC)   | 2 (14 Wo.)        | 14     |

| ChartsJahrescharts (1988)      | Platzierung |
| ------------------------------ | ----------- |
| Deutschland (GfK)              | 66          |
| Vereinigte Staaten (Billboard) | 2           |

### Auszeichnungen für Musikverkäufe
| Land/Region                  | Auszeichnungen für Musikverkäufe (Land/Region, Auszeichnung, Verkäufe) | Verkäufe |
| ---------------------------- | ---------------------------------------------------------------------- | -------- |
| Australien (ARIA)            | Gold                                                                   | 35.000   |
| Dänemark (IFPI)              | Gold                                                                   | 45.000   |
| Italien (FIMI)               | Gold                                                                   | 50.000   |
| Neuseeland (RMNZ)            | 3× Platin                                                              | 90.000   |
| Spanien (Promusicae)         | Gold                                                                   | 30.000   |
| Vereinigtes Königreich (BPI) | Platin                                                                 | 600.000  |
| Insgesamt                    | 4× Gold · 4× Platin ·                                                  | 850.000  |

Hauptartikel: INXS/Auszeichnungen für Musikverkäufe

## Bekannte Coverversionen
- 1998: Jive Bunny & the Mastermixers (Rock the Party)
- 2002: Lostprophets
- 2003: Rogue Traders vs. INXS
- 2010: Professor Green feat. Ed Drewett (I Need You Tonight)
- 2016: Bonnie Raitt
- 2020: In ihrem Song Break My Heart verwendet die Popsängerin Dua Lipa das Gitarren-Riff von Need You Tonight als grundlegende Melodie.[9]